# Røveriet mod Dansk Værdihåndtering
Røveriet mod Dansk Værdihåndtering var et særdeles velplanlagt og professionelt røveri, der fandt sted tidligt om morgenen den 10. august 2008 mod Dansk Værdihåndterings central (DVH) i Brøndby. Røveriet af Dansk Værdihåndtering var planlagt gennem flere måneder og udført med svær bevæbning og militærisk præcision. Røverne havde spredt partisansøm på vejene omkring gerningsstedet og placeret 11 brændende lastbiler, der blokerede politiets fremkørsel.
Røverne slap af sted med ca. 70 mio. kr., hvoraf kun en mindre del, ca. 4 mio. kr, er fundet. Gerningsmændene, der var bevæbnede med automatvåben og bar skudsikre veste, skaffede sig adgang ved at gennembryde muren til virksomheden med en gummiged. Forud for røveriet havde gerningsmændene stjålet en række skraldebiler, der blev placeret på indfaldsvejene til politigården i Albertslund og til Dansk Værdihåndtering, for at afspærre politiets adgang. Skraldebilerne var sat i brand eller forsøgt sat i brand, og der var spredt partisansøm blandt andet på Roskildevej og Holbækmotorvejen. Dette medførte færdselsuheld og nærliggende fare for trafikanters liv og førlighed. Gerningsmændene flygtede i 3 stjålne Audier, som de efterfølgende skjulte i en grusgrav i Sengeløse.
I begyndelsen var politiet på bar bund, men så kom der et afgørende tip, der gjorde politiet i stand til at trevle næsten hele netværket af røvere op. 15 personer er siden dømt for røveriet, der menes at have involveret mindst 20 gerningsmænd. Røveriet er til dato danmarkshistoriens største røveri.

## Retssagen

### Dømte
Den 15. september 2010, efter 51 retsmøder, afsagde Retten i Glostrup dommen over de 14 mænd. De tiltalte blev tilsammen idømt 100 års fængsel – og en behandlingsdom. I byretten blev i alt 15 mænd i to retssager idømt straffe på tilsammen over 100 års fængsel for kuppet, men kun seks havde valgt at anke til landsretten i håb om frifindelse eller en mildere straf. Den 26. januar 2012 stadfæstede Østre Landsret byrettens dom. De øvrige havde frafaldet deres anke, og til gengæld havde anklagemyndigheden opgivet kravet om at få dem straffet hårdere.
Alle ikke danske statsborgere er blevet udvist af Danmark for bestandigt efter endt afsoning.
- Tayeb Si M'rabet, 40 år: Fransk-algierer, central figur i røveriet, fældet af fingeraftryk, DNA og teleoplysninger fra hans mobiltelefoner. Gravede 4 mio. kr. af udbyttet ned i eks-kærestes have i Odense. Idømt 10 års fængsel og udvisning af Danmark for bestandigt.

- Marco Kristiansen, 42 år: Dansker, bandens logistikmand. Skaffede ’udstyr’ og var med til at filme værdicentralen gennem ovenlysvinduerne, skaffede røverne ’logi’ på gården i Sengeløse. Var vagt og chauffør før og efter kuppet, men deltog ikke i selve røveriet. Idømt en psykiatrisk behandlingsdom.

- Christoffer Wallin, 30 år: Svensker, bor i Stockholm. Før og efter røveriet var han sammen med andre gerningsmænd, brugte bandens telefoner og masser af penge frem til sin anholdelse 16. august 2008. Retten sagde, han deltog i røveriet, men hans præcise rolle kan ikke fastlægges. Koordinerede en af flugtbilerne. Idømt 8 års fængsel.

- Lahoucine Marir, 30 år: Marokkaner. Ven med hovedmanden Tayeb M´rabet. Deltog i forberedelserne og på røveridagen, hvor han placerede en af 11 stjålne skraldevogne ved politigården i Albertslund for at sikre flugtvejen. Var bruger af en række af bandens mange mobiler. Idømt 8 års fængsel.

- Daniel Stokic, 26 år: Deltog i planlægningen og selve røveriet, men hans præcise rolle kendes ikke. Chattede med Naief Adawi om presseomtalen af røveriet og to dage efter kuppet diskuterede de tilsyneladende fordelingen af udbyttet, som de ikke var tilfredse med. Idømt 7 års fængsel.

- Mickael Senbit, 28 år: Bor Stockholm. Knyttes til tre af bandens mobiler. Havde tæt kontakt før og efter kuppet til Christoffer Wallin. Var chauffør på en af skraldebilerne, der blev stukket i brand på Holbækmotorvejen. Idømt 7 års fængsel.

- Igor Jakovljev, 25 år: Var chauffør på en af skraldebilerne, der blev brugt ved røveriet. Hans dna blev fundet i et par handsker, der lå i førerhuset på skraldebilen, der blev forsøgt brændt af. Var på en overvågningsvideo fra Q8 i Greve Strand en halv time efter røveriet, hvor de havde problemer med flugtbilen. Han var sammen med Ismael Coulibaly og Rossi Kalule, der senere blev skudt og dræbt i Malmø. Idømt 7 års fængsel.

- Morten Rasmussen, 37 år: Dansker bosat i Stockholm, tidligere dømt for røveri. Deltog i planlægning og selve røveriet. Hans præcise rolle er uklar. Var forbindelse til tre andre af røvere og boede på Hotel Scandic, hvor Piotr Gierczak hentede 300.000 kr. i en pose. Idømt 8 års fængsel.

- Piotr Wladyslaw Gierczak, 37 år: Polak bosat i Stockholm. Kørte skraldevogn på tværs af tilkørsel til Holbækmotorvejen og spærrede motorvejen med brændende benzin og partisansøm. Ventede på p-plads i 4-5 timer på startsignalet. Hentede dagen efter røveriet 300.000 kr. på hotel i København. Idømt 7 års fængsel.

- Steffen Baadsgaard Andersen, 32 år: Dansker. Tidligere professionel bokser, der havde bokset ved boksepromotor Mogens Palles boksestævner. Dømt for to tidligere røverier. Hans DNA var på taske med skudsikre veste og en pistol i ’røverhulen’ i Sengeløse. Deltog både i planlægning og røveriet. Brugte den ene mobil, som blev anvendt under røveriet. Idømt 8 års fængsel.

- Ismael Coulibaly, 25 år: Var i timerne før røveriet og 30 minutter efter sammen med Igor Jakovljev, der var chauffør på en af skraldebilerne, der sikrede flugten. Hans rolle kan ikke fastlægges, men retten fandt det bevist, at han deltog i planlægning og selve kuppet. Var i telefonkontakt med de andre og dagen før kuppet kørte han over Øresundsbroen fra Sverige sammen med Igor Jakovljev og nu afdøde Rossi Kalule. Idømt 7 års fængsel.

- Rami Zahran, 20 år: Bror til Khalid Zahran. Deltog i planen og røveriet, men hans præcise rolle kendes ikke. Brugte den ene af de 18 mobiler, der blev anvendt under røveriet. Var i Brøndby, da banden holdt ’generalprøve’ på kuppet. Idømt 7 års fængsel.

- Naief Adawi, 26 år: Deltog i planlægningen og røveriet, men hans præcise rolle kendes ikke. Brugte en telefon, der stod i forbindelse med røvernes. Stod i kontakt via MSN på internettet med flere af røverne, og var enige med dem om, at ’kræve flere penge’. Idømt 8 års fængsel.

- Khalid Zahran, 26 år: Svensker fra Malmø. Kendte seks af de andre tiltalte, bl.a. hovedmanden Tayeb Si M´rabet. Deltog i forberedelsen og røveriet, men hans præcise rolle kendes ikke. Havde central rolle i forbindelsen Malmø-København, siger retten. Forbindes også til Steffen Baadsgaard Andersen. Idømt 8 års fængsel.

- Dorte Mørch, kæreste med Tayeb Si M'rabet. Havde ikke selv noget med røveriet at gøre – men det, at hun lod Tayeb gemme pengene i hendes have, blev i Landsretten takseret til en dom på to års ubetinget fængsel for groft hæleri.